# Los Alerces nationalpark
Los Alerces nationalpark (spanska: Parque nacional Los Alerces) är en nationalpark i provinsen Chubut i Argentina, cirka 50 km från staden Esquel. Parken, som är 2 630 kvadratkilometer och sträcker sig längs gränsen till Chile, är mest känd för sina fitzroya-träd (Fitzroya cupressoides) vilka gett parken dess namn då dessa på spanska kallas "alerce".
Nationalparken instiftades 1937 i syfte att skydda fitzroyaskogen och andra typexempel på floran i  Patagoniska Anderna. Fitzroyan är ett av de längst levande träden i världen, några i parken är omkring 3 000 år gamla och många över 1 000 år. De växer väldigt sakta och hör till släktet Cupressaceae.
3 oktober 2012 sattes nationalparken upp på Argentinas lista över planerade världsarvsnomineringar (tentativa världsarvslistan).